# Al-Najma SC (Arabia Saudita)
El Al-Najma Sport Club es un club de fútbol árabe de la ciudad de Unaizah, Provincia de Casim. Fue fundado en 1960 y actualmente juega en la Liga Profesional Saudí.
El club tiene una feroz rivalidad con el club local Al-Arabi, que generalmente se manifiesta en el derbi de Unaizah.

## Historia
El club fue fundado por un grupo de jóvenes de la provincia de Casim en 1960. Formaron un equipo y lo llamaron "Al-Dhalia Club", en honor a uno de los barrios de Unaizah. El equipo se llamó "Al-Nahda Club de Unaizah" hasta el 7 de junio de 1966, cuando cambió su nombre a "Al-Orouba Club de Unaizah". Este nombre se mantuvo hasta el 11 de noviembre de 1968, cuando pasó a llamarse "Al-Najma Sport Club de Unaizah". Se registró oficialmente el 8 de enero de 1969 por decisión del Ministro de Trabajo y Asuntos Sociales.
El logotipo del club ha sido verde y negro desde su fundación, pero en 1977 se le agregó el blanco después de la decisión de unificar los logotipos del club.